# Santa Cecilia de Pantaleis
Santa Cecilia de Pantaleis, även benämnd Santa Cecilia de Pantaleonibus, var en kyrkobyggnad i Rom, helgad åt den heliga jungfrumartyren Cecilia. Kyrkan var belägen i närheten av Piazza Costaguti i Rione Sant'Angelo. Tillnamnen ”Pantaleis” och ”Pantaleonibus” syftar på familjen Pantaleoni, som innehade patronatsrätten över kyrkan.

## Historia
Kyrkan nämns i en bulla promulgerad 1186 av påve Urban III och uppräknas där bland filialerna till församlingskyrkan San Lorenzo in Damaso. Kyrkan dekonsekrerades år 1560 och revs kort därefter, då den var belägen i Roms judiska getto, vilket hade inrättats år 1555 på initiativ av påve Paulus IV.

## Omnämningar i kyrkoförteckningar
| Katalog                                                        | År         | Benämning                                |
| -------------------------------------------------------------- | ---------- | ---------------------------------------- |
| Catalogo di Cencio Camerario                                   | 1192       | sce. Cecilie Cencii Pantaleonis          |
| Il Catalogo Parigino                                           | cirka 1230 | s. Cecilia a domo Henrici Pantaleonis    |
| Il Catalogo di Torino                                          | cirka 1320 | Ecclesia sancte Cecilie de Panthaleis    |
| Il Catalogo del Signorili                                      | cirka 1425 | sce. Cecilie de Pantaleonibus            |
| Il Catalogo del Signorili: L'indice delle reliquie             | cirka 1425 | s. Cecilie de Pantaleis                  |
| Il Liber Anniversariorum Sancti Salvatoris ad Sancta Sanctorum | 1461       | Ecclesia S. Cecilie                      |
| Tassa di Pio IV                                                | 1559–1565  | S. Cecilia nel rione di S. Angelo        |
| Catalogo di Pio V                                              | 1566–1572  | S. Cecilia, la sua cura sta in S. Angelo |